# Czesław Baran (poseł)
Czesław Baran (ur. 25 sierpnia 1937 w Pietrusach, zm. 2 marca 2021 w Siedlcach) – polski inżynier rolnictwa, działacz ludowy, poseł.

## Życiorys
Był synem Bolesława i Reginy. W latach 1950–1957 należał do Związku Młodzieży Polskiej, a od 1960 do 1974 do Związku Młodzieży Wiejskiej. W międzyczasie przystąpił do Zjednoczonego Stronnictwa Ludowego. W latach 1955–1960 pracował jako technik w Rejonowym Przedsiębiorstwie Wodno-Melioracyjnym w Międzyrzecu Podlaskim, następnie do 1961 jako referent w Wydziale Rolnictwa prezydium Powiatowej Rady Narodowej w Łukowie, a w latach 1961–1975 był kierownikiem Powiatowego Zarządu Gospodarki Wodnej i Melioracyjnej prezydium PRN w Łosicach. W latach 1975–1979 pracował jako kierownik w Wojewódzkim Zarządzie Inwestycji Rolnych w Białej Podlaskiej, a od 1979 do 1981 w Rejonowym Przedsiębiorstwie Melioracyjnym w Siedlcach, gdzie był zastępcą dyrektora ds. technicznych. W 1979 ukończył studia w Szkole Głównej Gospodarstwa Wiejskiego w Warszawie.
W latach 1962–1975 był prezesem koła ZSL przy PRN w Łosicach. Zasiadał w prezydium Powiatowego Komitetu ZSL, od lipca 1981 do rozwiązania partii w listopadzie 1989 był prezesem Wojewódzkiego Komitetu ZSL w Siedlcach, a od marca 1984 również do rozwiązania partii zasiadał w Naczelnym Komitecie ZSL. Był też członkiem Rady Wojewódzkiej Patriotycznego Ruchu Odrodzenia Narodowego. W latach 1985–1989 pełnił mandat posła na Sejm IX kadencji. Brał udział w pracach Komisji Spraw Samorządowych, a także nadzwyczajnej komisji do rozpatrzenia projektu ustawy „Prawo o stowarzyszeniach” oraz projektów ustaw dotyczących związków zawodowych. W okresie III RP był działaczem Polskiego Stronnictwa Ludowego, zasiadał m.in. w zarządzie okręgu grodzkiego partii w Siedlcach.
Pochowany na cmentarzu Janowskim w Siedlcach.

## Odznaczenia
- Order Odrodzenia Polski
- Medal 30-lecia Polski Ludowej
- Medal 40-lecia Polski Ludowej